# Парашкев Цветков
Парашкев (Параскев) Тодоракев Цветков, наречен Пъшо и Пролетин, е български преподавател по музика и революционер, войвода на Вътрешната македоно-одринска революционна организация.

## Биография
Параскев Цветков е роден в град Плевен на 20 май 1875 г. До трети клас учи в родния си град, а до пети в София. До 1897 година работи като учител, след което заминава за Прага, където следва философия. По-късно отива в Дрезден, където завършва консерватория с отличен успех. След дипломирането се завръща в родния си град Плевен и става учител по музика в Плевенската гимназия. Включва се активно в обществения живот на града. Диригент е на Плевенския хор и струнен оркестър, редактор на вестник „Нова струя“.
След забрана да учителства в България заминава за Македония през 1902 г. и става учител в Битолската гимназия. Влиза във ВМОРО още същата година и става районен войвода на организацията. Другарува с руския консул в Битоля Александър Ростковски и служи за връзка между консула и Битолския окръжен комитет на ВМОРО. На Смилевския конгрес Парашкев Цветков, заедно с Георги Сугарев и Никола Русински, е делегат на битолския район и секретар на конгреса. Член е и на Горското началство в Смилевския район.
Четата на Парашкев Цветков, в която са били и Дядо Андрей Петров и секретарят на четата Димитър Филдишев от Охрид, заминава за Битолско, за да се приготвят за предстоящото въстание. На 20 май 1903 г. четата от 20 души пристига в село Могила. На сутринта на 21 май (стар стил: 8 май) са обградени от турски аскер като в престрелката Парашкев Цветков е ранен и за да не попадне в плен, се самоубива. Умират още 8 негови четници, включително Кочо Песнаджиев, Димитър Филдишев и дядо Андрей Петров, а други 8 се спасяват.
По-късно за отмъщение Георги Сугарев убива своя роднина Ристе (Христо) от село Секирани, за когото се е смятало, че е предал четата на Параскев Цветков.

## Спомен
„Тамо е Цветко войвода, тамо е крало бугарски" е песен за Парашкев Цветков. През 1942 година в Битоля се организира помен за Парашкев Цветков, на която присъства брат му д-р Александър Цветков. Същата година излиза и поемата „Могила“ от Цветан Чачовски на 16 страници, която също разказва за подвига на Парашкев. Цветков През 1943 година годишнината от смъртта му е отбелязана отново. В 1944 година излиза възпоменателният лист „Параскев Цветков“.
На негово име са кръстени читалище и Македонското културно-просветно дружество в Плевен. Те, заедно с община Плевен, организират ежегодно поднасяне на цветя и венци на паметника на героя в Плевен и тържествен концерт на хора за македонските песни в града. Професор Владислав Алексиев, ученик на Парашкев Цветков, си спомня за него:
| „ | Неговата усмивка, неговите големи гальовни очи, неговото високо и мъдро, гордо издигащо се чело, над обвитото с приказен ореол лице, ние познавахме от разказите на другари, които го бяха виждали и слушали. Ние в захлас слушахме топлите слова, извиращи с някаква магьосническа сила из дълбочините на сърцето на този мъж, който покрай своето мъжество ни обладаваше с всяка казана дума. В мен още звучат думите му „Любовта към Отечеството е най-божествената музика в света“. И как обикнахме ние този учител. | “ |